# Ju-on 1
Ju-on (jap. 呪怨 Juon) – japoński horror. Film wydano na kasecie VHS. Japońska premiera tego filmu odbyła się 11 lutego 2000 roku. Film wyreżyserował Takashi Shimizu.
Niskobudżetowy horror, którego dystrybucja miała początkowo odbywać na kasetach VHS, okazał się wielkim sukcesem i bardzo szybko zaskarbił sobie wielką rzeszą fanów. Sukces filmu skłonił reżysera i całą ekipę do zrealizowania drugiej części – Ju-on 2 – także sprzedawaną na kasetach VHS. Następnie zrealizowano kinową wersję filmu – Klątwa Ju-on i jej sequel (Klątwa Ju-on 2).

## Opis fabuły
Fabuła filmu toczy się wokół tokijskiego domu, w którym dokonano okrutnego morderstwa – Takeo Saeki (Takashi Matsuyama) zamordował tam swą żonę Kayako (Takako Fuji) oraz syna Toshio (Ryôta Koyama). Od czasu morderstwa nad domem ciąży klątwa, która zabija każdego, kto zawita w progi domostwa. Tajemnicza i przerażająca zjawa prześladuje zarówno rezydentów, jak i gości.

## Obsada
- Yûrei Yanagi – Shunsuke Kobayashi, nauczyciel Toshio
- Chiaki Kuriyama – Mizuho Tamura
- Hitomi Miwa – Yuki
- Asumi Miwa – Kanna Murakami
- Yoriko Douguchi – Nakamura
- Taro Suwa – Kamio
- Yuue – Manami Kobayashi
- Takako Fuji – Kayako Saeki, żona Takeo, matka Toshio, zjawa
- Takashi Matsuyama – Takeo Saeki, mąż Kayako, ojciec Toshio
- Yumi Yoshiyuki – Noriko Murakami
- Denden – Yoshikawa, detektyw
- Reita Serizawa – Iizuka
- Ryôta Koyama – Toshio Saeki, syn Kayako i Takeo / Uczeń Shunsuke
- Kazushi Andô – Tsuyoshi Murakami
- Yūko Daike – Kyôko Suzuki, Tatsuya'i
- Makoto Ashikawa – Tatsuya Suzuki, brat Kyôko
- Jun'ichi Kiuchi – Tezuka
- Shirô Namiki – koroner
- Kahori Fujii – Yoshimi Kitada, żona Hiroshiego
- Hua Rong Weng – Hiroshi Kitada, mąż Yoshimi
- Mayuko Saitô – Clerk

## Sequele
- Ju-on 2 (2000)
- Klątwa Ju-on (2003) (kinowy)
- Klątwa Ju-on 2 (2003) (kinowy)
- The Grudge – Klątwa (2004) (amerykański remake)
- The Grudge – Klątwa 2 (2006) (sequel amerykańskiego remake'u)
- Klątwa Ju-on 3 (2007) (kinowy)